# Trichocephalida
Ordre
Les Trichocephalida sont un ordre de nématodes, des vers non segmentés, recouverts d'une épaisse cuticule et menant une vie libre ou parasitaire.

## Biologie et anatomie

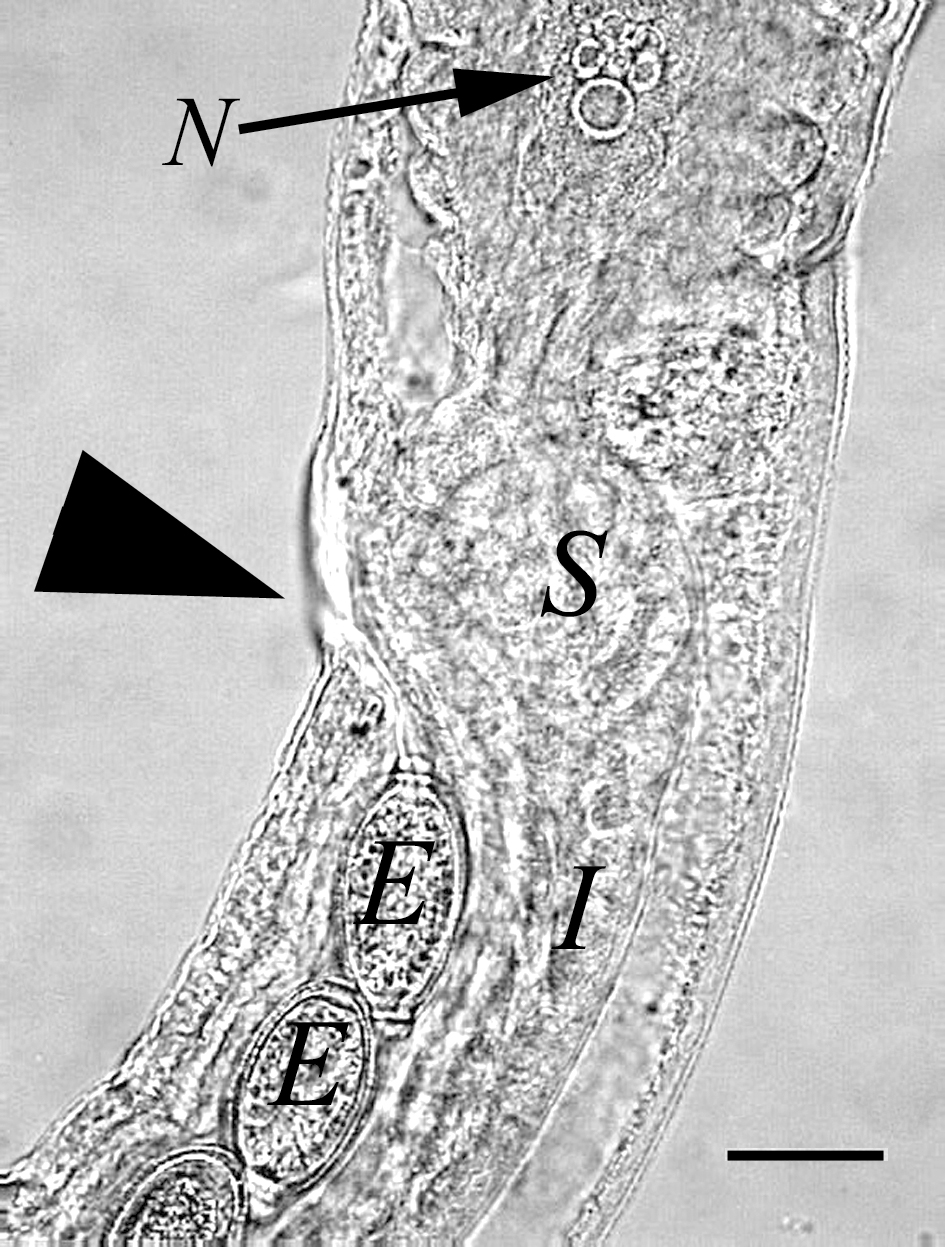
Région de la vulve (flèche) chez une femelle, montrant le dernier stichocyte (N) et les œufs (E)

Tous les membres de cet ordre sont parasites et histiotrophes, ce qui signifie qu'ils se développent dans les tissus ou même dans les cellules de leur hôte à un stade ou un autre de leur cycle. Ils sont tous parasites de vertébrés au stade adulte. L’extrémité postérieure des Trichocephalida est plus large que l'extrémité antérieure. L'œsophage est fin et inclus dans des cellules appelées stichocytes (qui forment ensemble un organe appelé le stichosome). Les œufs des Trichocephalida ont des bouchons polaires (sauf rares exceptions).

## Liste des sous-ordres, familles et genres
Selon Hodda, 2011, l'ordre Trichocephalida inclut le seul sous-ordre Trichinellina Hodda, 2007, qui lui-même inclut la seule superfamille Trichinelloidea Ward, 1907. Dans cette classification, la liste des 6 familles est :
- Famille Anatrichosomatidae Yamaguti, 1961 (1 genre, 5 espèces), seul genre: Anatrichosma
- Famille Capillariidae Railliet, 1915 [3] (1 sous-famille, 18 à 22 genres selon les classifications[4], 390 espèces) y compris Capillaria
- Famille Cystoopsidae Skryabin, 1923 (2 sous-familles, 2 genres, 7 espèces)
- Famille Trichinellidae Ward, 1907 (4 genres, 16 espèces) y compris Trichinella
- Famille Trichosomoididae Hall, 1916[5] (2 sous-familles, 5 genres, 25 espèces) y compris Huffmanela
- Famille Trichuridae Ransom, 1911 (1 sous-famille, 6 genres, 107 espèces) y compris Trichuris

Un arrangement un peu différent des familles a aussi été proposé , avec la Famille Trichosomoididae (y compris Anatrichosoma dans une sous-famille Anatrichosomatinae).

Les des familles selon GBIF (23 mai 2021) :
- Anatrichosomatidae
- Cystoopsidae
- Robertdollfusidae
- Soboliphymidae
- Trichinellidae
- Trichuridae

## Exemples de Trichocephalida

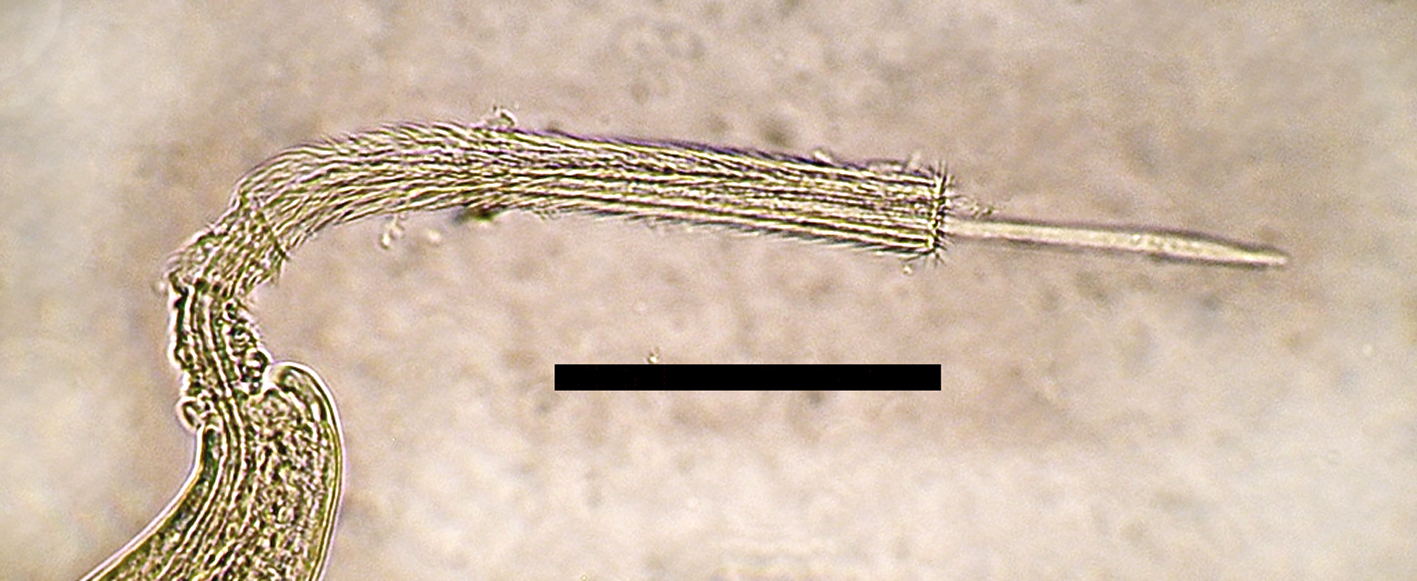
Capillaria aerophila, extrémité postérieure d'un mâle. Barre = 100 µm

- Capillaria aerophila
- Trichuris trichiura
- Trichinella spiralis